# Baldios - Il guerriero dello spazio
Baldios - Il guerriero dello spazio (宇宙戦士 バルディオス,?, Uchū Senshi Barudiosu), è una serie televisiva anime di genere robotico, prodotto dalla Ashi Productions nel 1980. 
Kazuyuki Hirokawa, regista della serie, dichiara nel suo commento audio contenuto nel DVD-BOX nipponico, che la storia originale di questo lavoro è ispirata al film "Il pianeta delle scimmie ".

## Produzione e distribuzione
La serie è composta da 34 episodi: ne erano stati programmati 39, ma a causa degli scarsi ascolti, la serie venne interrotta dopo 31 episodi. Successivamente, grazie al sostegno dei fan e delle riviste di animazione, nel 1981 viene prodotto un lungometraggio cinematografico di 117 minuti (distribuito dalla Toei) che dà il sospirato finale alla serie, anche se con alcune differenze rispetto alla serie animata. Precisamente, in Giappone furono trasmessi in televisione 31 dei primi 32 episodi della serie: l'episodio 31 infatti venne saltato e gli episodi 33 e 34, gli unici già completati al momento dell'interruzione della serie, non furono mai trasmessi.
In Italia furono importati dalla VID (Video International Distributors) i primi 32 episodi, compreso quindi l'episodio 31 inedito in Giappone, che andarono in onda dall'autunno 1981 sulle televisioni locali con il titolo Baldios. La prima TV avvenne verosimilmente sul contenitore Bim Bum Bam, all'epoca in onda sulle emittenti di proprietà dell'editore Rusconi; in seguito la serie fu replicata su molti altri circuiti e canali, tra cui anche Telecapodistria. Nel 2000 la Yamato Video ha pubblicato l'intera serie su VHS includendo anche gli episodi 33 e 34 in lingua originale con sottotitoli in italiano. Nel 2007, sempre a cura della Yamato Video, è uscita l'edizione in DVD con tutti gli episodi doppiati in italiano; i primi 32 episodi hanno l'audio storico, gli episodi 33 e 34 invece sono stati doppiati per l'occasione con voci diverse.

## Trama
In un futuro lontano, il pianeta Saul 1, chiamato dai suoi abitanti "S1" (in quanto primo pianeta del loro sistema solare) è al collasso a causa dell'inquinamento da radiazioni; gli abitanti sono costretti da tempo immemore a vivere nel sottosuolo ed anche quel rifugio comincia a divenire precario in quanto la mancanza di risorse e l'avanzare degli influssi radioattivi inizia a destabilizzare il fragile equilibrio politico e sociale del pianeta. Un gruppo di scienziati, guidati dal professor Reigan, è vicino alla soluzione che permetterebbe il ritorno alla superficie agli abitanti del pianeta ma incontra la crescente ostilità della fazione militare secondo la quale l'unica soluzione sarebbe quella di abbandonare il pianeta e di colonizzarne uno nuovo con qualsiasi mezzo, guerra compresa. Theo Gattler, il leader militare, dopo aver commissionato l'uccisione dell'imperatore di S-1, eseguita per mano di Afrodia, sua fedelissima luogotenente, autoproclamatosi dittatore e capo supremo, accusando
gli scienziati di aver cospirato ai danni di S-1, ne decreta la condanna a morte.
Miran, fratello minore di Afrodia, a capo di una squadra di soldati, guida l'assalto al laboratorio, dove nel frattempo il professor Reigan ormai aveva trovato il sistema per decontaminare l'aria, uccidendo tutti e distruggendo i frutti di anni di ricerche; durante l'assalto, dopo aver ferito mortalmente il Prof. Reigan, viene a sua volta ucciso dal figlio di questi, Marin, che aveva aiutato il padre a perfezionare quella che avrebbe potuto essere l'ultima possibilità di salvezza per il popolo di S-1.
Gattler intanto, facendo leva sull'ormai inarrestabile malcontento popolare, dà inizio al progetto di abbandonare S-1; imbarcatosi su una enorme astronave "Argo", sulla quale trovano rifugio 100 milioni di abitanti di S-1, inizia le operazioni per il salto nell'iperspazio. Durante i preparativi Afrodia dà la caccia a Marin con l'intento di vendicare suo fratello Miran; il giovane Reigan era fuggito dal laboratorio in fiamme a bordo di un jet sperimentale costruito dal padre, il "Pulser Burn", e Afrodia lo rintraccia. Proprio mentre lo scontro fra i due sta per concludersi, i reattori della nave Argo aprono uno squarcio nello spazio-tempo in cui vengono risucchiati la stessa Argo, la navicella di Afrodia ed il Pulser Burn.
Marin viene ritrovato con il suo mezzo sulla luna dai Blue Fixers, una squadra speciale al servizio delle Nazioni Unite terrestri e, grazie alle proprie conoscenze, diviene il pilota del Baldios, gigantesco robot umanoide, ultima difesa utile per la Terra, nonostante i suoi compagni e i terrestri lo guardino con sospetto e diffidenza, per via della sua origine. Dopo una lunga e inconcludente guerra, S-1 decide di utilizzare tutte le proprie risorse per sciogliere le calotte artiche, mettendo così i terrestri in ginocchio. In precedenza, la distruzione dei pianeti Mercurio e Venere aveva fatto sì che la Terra venisse a occupare nel sistema solare la stessa posizione che aveva S-1 nel proprio: a questa analogia si aggiungono ora i disastri naturali successivi allo scioglimento dei ghiacciai operato dalle truppe di S-1, che rendono la superficie della Terra identica a quella di S-1.
Sulla terra sono ormai convinti che S-1 non sia altro che la Terra del futuro e che Gattler con le sue truppe abbiano solo viaggiato indietro nel tempo. Gattler invece rifiuta questa idea, pensa si tratti solo di una coincidenza e continua i suoi attacchi verso le basi terrestri rischiando di contaminare la Terra con le radiazioni. Il pericolo viene scampato grazie all'intervento del Baldios e al fatto che Afrodia sospenda gli attacchi, convinta da Marin che si tratti anche del bene di S-1 (fra i due, nel corso della serie, si svilupperà un rapporto di amore-odio).
Qui la serie animata si interrompe, priva di un finale vero e proprio, anche se le storie delle ultime quattro puntate erano quasi state completate. Su internet è possibile trovare una sintesi delle trame delle puntate inedite. Il finale seguente è quello del film di animazione del 1981 che, pur essendo simile alla sintesi delle puntate inedite, presenta diverse semplificazioni e differenze rispetto alla serie animata.
Anche Gattler si rende conto che S-1 non è altro che la Terra del futuro, ma un guasto alla nave "Argo" la costringe a uscire dal subspazio, rendendola così visibile ai terrestri. Nell'assalto finale la base terrestre si schianta contro la "Argo" dando così possibilità al Baldios di entrare al suo interno e distruggere il reattore. Vistosi sconfitto, un generale di S-1 attiva gli ordigni nucleari sulla terra. Gattler prova a fermarlo ma troppo tardi: la terra è ormai contaminata e diventata come S-1.
Gattler si salva insieme ai civili che erano in ibernazione; nel confronto finale con Marin riesce a convincerlo a non ucciderlo rivelando come lui sia l'unico in grado di svegliare tutti quei civili fra 15 anni. Ricompare anche Afrodia che però, invece di uccidere Marin e proseguire il viaggio nello spazio con Gattler, gli spara, rimanendo ferita a sua volta.
Gattler fugge compiendo un balzo iperspaziale con i civili in ibernazione. Marin ritorna sulla terra con Afrodia, che sviene fra le sue braccia di fronte al faro che si era visto all'inizio del film. 

## Personaggi

### Eroi
- Blue Fixer:

Il team composto da Jamie Hoshino, Raita Hokuto, Oliver Jack e Marin Reigan. Il nome Blue Fixer, traducibile come "riparatori del blu" assume un significato non solo dal contesto della storia, ma anche dal testo della sigla iniziale originale giapponese dell'anime in cui si menziona appunto il blu del cielo e del mare, i quali vanno preservati.
- Marin Reigan:

Ventenne extraterrestre fuggiasco dal pianeta natale S-1, sbarca sulla Terra del XXIII secolo - a causa di una distorsione temporale - come profugo dopo essere precipitato sul satellite lunare, ove viene rinvenuto. Inizialmente visto con estremo sospetto e trattato come un nemico finisce col diventare velocemente l'unico baluardo da contrapporre agli invasori provenienti da S-1.
- Jonathan Bannister

Comandante responsabile della base denominata "Blue Fixer" - il corpo speciale dei combattenti a difesa della Terra - per conto dell'Unione Mondiale; tecnicamente alle sue dirette dipendenze ma, nella pratica, mantiene col massimo organismo politico terrestre un non facile rapporto e spesso assai teso. Dal carattere forte e deciso, insiste nel mantenere la massima osservanza delle relazioni gerarchiche; possiede una spiccata propensione per il mantenimento dell'ordine e la disciplina. Ha una moglie e un figlioletto che vivono in Giappone.
- Hera Queenstein

La professoressa è l'esperta di tecnologia e medicina della base, uno dei più eminenti e riconosciuti scienziati terrestri. Di origini tedesche, possiede vaste e approfondite conoscenze di fisica, astronomia e biologia, ma s'interessa inoltre sia di scienza teorica che di tecnica applicata; ha una personalità fredda e distaccata dietro cui cerca di nascondere un'anima ferita; è capace di mantenere la lucidità anche nelle situazioni più tese e disperate. È lei la prima a comprendere appieno che S-1 e la Terra sono nella realtà lo stesso pianeta e che sia Marin che gli invasori hanno viaggiato nel tempo e non attraverso lo spazio.
- Jamie Hoshino

Figlia di una giovane studentessa restauratrice giapponese - di cui porta il cognome - e dell'allora erede al trono del piccolo Stato nordafricano di Lenia, è nata ai confini tra l'Italia e la Svizzera. Rappresenta l'unica presenza femminile attiva all'interno della squadra "Blue Fixer"; coraggiosa e volitiva, è dotata di un forte senso della giustizia che la porta a provare da subito una qual certa simpatia nei confronti di Marin, la quale si muta velocemente in aperta attrazione; è la prima a dimostrare un sentimento di vicinanza e di umana comprensione nei confronti dell'"alieno". Oliver ne è segretamente innamorato, pur tuttavia non corrisposto. Possiede una personalità positiva e ottimista.
- Raita Hokuto

Nativo della colonia lunare "Little Japan" (fondata nel 2030 con l'intento di cercare d'attenuare il problema della sovrappopolazione ed in seguito abbandonata per essere trasferita su Venere), di cui è l'unico superstite. Collerico ed impulsivo, è il più irruente ed emotivo del gruppo e diffida profondamente dell'alieno Marin; faticherà pertanto più di tutti gli altri nel riconoscerne le qualità e la sincerità. Nelle intenzioni dei progettisti della serie tv, è destinato a morire in un'azione kamikaze.
- Oliver Jack

Di origini statunitensi ha trascorso gran parte dell'infanzia in una situazione di estrema indigenza, tra l'accattonaggio e i piccoli furtarelli per poter così provvedere alla sorellina. Conserva gelosamente inserita tra le pagine della propria Bibbia personale una foto dell'amata Jamie; è uno dei piloti principali della squadra "Blue Fixer", finisce presto con l'accettare e sostenere Marin.

### Avversari
- Theo Gattler

Dittatore di S-1
- Rosa Aphrodia

### Altri
- Morgan

Di origini anglosassoni è il presidente eletto dell'Unione Mondiale terrestre, il maggiore organismo decisionale e politico del pianeta; nella sua qualità di massimo rappresentante federale impartisce gli ordini e le priorità da assumere alla squadra "Blue Fixer". Si trova però spesso in attrito con le decisioni assunte in tutta autonomia dal comandante Bannister a nome della stessa squadra.
- Imperatore Triminias

Sovrano di S-1; saggio e pacifista, cade vittima del colpo di Stato perpetrato contro di lui dal suo alto generale Gattler.
- Professor Reigan

Padre di Marin, è l'ideatore del "Pulser Burn" (l'astronave che diverrà il troncone principale Baldios); profondamente contrario ai progetti guerrafondai di Gattler, cade ferito a morte da Milan - fratello minore di Aphrodia - durante il colpo di Stato.
- Re Bard

Padre naturale di Jamie nonché sovrano dello staterello nordafricano di Lenia. S'innamora della madre di Jamie dopo averla conosciuta a Roma nel corso del periodo in cui intraprese gli studi d'arte del Rinascimento; verrà costretto ad abbandonarla a seguito dell'assassinio del padre, per cui gli sarà imposto di sostituirlo sul trono per affrontare il vortice di violenza e la spirale terroristica all'interno del proprio paese.
- Capitano Arman

Ufficiale dell'Unione Mondiale. Inviato alla base dei "Blue Fixer" per giudicare la condotta di Bannister; estremamente rigido inizialmente si scatena addosso l'astio di Marin e compagni. In seguito sostituisce Morgan quale massima autorità terrestre.
- Emily

Sorella di Oliver, opera come infermiera nella principale sede ospedaliera dell'Unione.
- Annie

Giornalista ed inviata speciale della TV terrestre. Intrepida e coraggiosa, dopo aver subito una fortissima disillusione pacifista documenterà fino alla fine la situazione bellica.
- Roy

Fidanzato di Emily.

## Mezzi
- Baldios: robot da combattimento progettato dalla dottoressa Queenstein, combinando la navetta di Marin "Pulser Burn" con il "Cater Ranger" di Raita e il "Baldiprize" di Oliver

## Doppiaggio
| Personaggio        | Doppiatore giapponese | Doppiatore italiano | Doppiatore italiano | Doppiatore italiano |
| Personaggio        | Doppiatore giapponese | Episodi da 1 a 32   | Episodi da 33 a 34  | Film                |
| ------------------ | --------------------- | ------------------- | ------------------- | ------------------- |
| Marin Reigan       | Kaneto Shiozawa       | Stefano Onofri      | Renato Novara       | Luca Sandri         |
| Prof. Reigan       | Masato Yamanōchi      | Mauro Bosco         |                     | Marco Balbi         |
| Jonathan Bannister |                       | Mario Chiocchio     | Oliviero Corbetta   | Natale Ciravolo     |
| Theo Gattler       | Hidekatsu Shibata     | Riccardo Garrone    | Dario Oppido        | Carlo Bonomi        |
| Aphrodia           | Toda Keiko            | Stefania Giacarelli |                     | Elda Olivieri       |
| Jamie Hoshino      | Toda Keiko            | Claudia Razzi       | Laura Brambilla     | Marina Massironi    |
| Oliver Jack        | Tanaka Hideyuki       | Giuliano Santi      | Luca Bottale        | Claudio Beccari     |
| Raita Ryu Hokuto   | Tesshō Genda          | Sergio Graziani     | Diego Sabre         | Fabio Mazzari       |
| Hera Queenstein    | Yoshino Ohtori        | Claudia Ricatti     | Silvana Fantini     | Silvana Fantini     |
| Roy                | Yūji Mitsuya          | Vittorio Guerrieri  | Marcello Cortese    |                     |
| John               | Yuji Mitsuya          | Renzo Stacchi       |                     |                     |
| Narratore          | Takkou Ishimori       | Pieraldo Ferrante   | Claudio Ridolfo     | Maurizio Trombini   |

Staff dei doppiaggi italiani
- Serie TV (ep. 1-32)
  - Studio di doppiaggio: MICKY
  - Direttore del doppiaggio: Dino De Luca
  - A cura di: Claudio Razzi
- Serie TV (ep. 33-34)
  - Nessun dato
- Film
  - Studio di doppiaggio: Sede S.P.A. - Milano
  - Direttore del doppiaggio: Marco Balbi
  - Dialoghi: Marco Balbi

## Colonna sonora
Le sigle originali sono Ashita ni ikiro Baldios (apertura) e Marin ~ Inochi no tabi (chiusura), entrambe cantate da Kōichi Ise. Queste sono state utilizzate in Italia per l'edizione DVD e per la trasmissione su Hiro fino all'episodio 31.
È stata creata anche una sigla italiana, chiamata Baldios e cantata da Il coro di Baldios. Questa è stata sempre utilizzata sia come sigla d'apertura che di chiusura, mantenendo i video delle sigle originali. È stata trasmessa dalla prima visione fino alle repliche su Man-ga, mentre è stata utilizzata da Hiro solo per i tre episodi inediti finali.
Il brano portante della serie è Tate Baldios (立て!バルディオス?, Tate Barudiusu).

## Curiosità
Riguardo al nome Baldios dato al robot, in spagnolo la parola "baldìo" significa desolato, riferibile per esempio ad un "terreno desolato". La desolazione è appunto quanto accade al pianeta terra a seguito della distruzione narrata nella storia. 
Riguardo al nome Cattaranger, il mezzo pilotato da Raita, esso è con molta probabilità composto dalla composizione delle parole inglesi caterpillar e ranger.
Nel tempo vi sono state molte incertezze sul fato di Aphrodia, ma i documenti storici, i conts originali, e l'intervista con l'animatore che disegnò la scena finale del lungometraggio, hanno chiarito il dubbio sul fatto che non si fosse inferta un colpo letale alla fine del film, e fosse, quindi, viva. Dalle parole dello sceneggiatore e creatore di Baldios, Akiyoshi Sakai, del 1999: "....Ancora, dopo vent'anni, quando si parla di Baldios, mi chiedono se alla fine del film Ahrodia muore, la risposta è no, ovviamente...."
Fonte: Diario di Tsuyoshi Shuto, sceneggiatore di Baldios, Odawara, 2006
http://www.style.fm/as/05_column/shudo00_pro.shtml
Sakai, studio Z, storyboards